# Braunsia bilunata
Braunsia bilunata är en stekelart som beskrevs av Günther Enderlein 1904. Braunsia bilunata ingår i släktet Braunsia och familjen bracksteklar. Inga underarter finns listade.